# Marcin Niewęgłowski
Marcin Niewęgłowski (ur. 28 kwietnia 1988 w Złotowie) – polski gitarzysta, wokalista, kompozytor, lider zespołu Trzy Gitary, w latach 2014–2016 oraz ponownie od października 2022 roku członek zespołu Czerwone Gitary.

## Życiorys
Pochodzi ze Świętej, uczęszczał do Państwowej Szkoły Muzycznej I stopnia w klasie fortepianu w Złotowie oraz Państwowej Szkoły Muzycznej II stopnia w klasie gitary w Pile. Ukończył studia w Akademio Muzycznwj im. Ignacego Jana Paderewskiego w Poznaniu (instrumentalistyka – gitara, studia I stopnia) oraz Akademię Sztuki w Szczecinie (instrumentalistyka - gitara, studia II stopnia).
W maju 2001 zespół, którego był solistą, otrzymał główną nagrodę I Ogólnopolskich Prezentacji Muzyki z gwiazdą „Czerwone Gitary” w Stargardzie Szczecińskim. W lipcu tego samego roku został zwycięzcą konkursu "Mikrofon dla wszystkich", odbywającego się Choszcznie w ramach trasy "Lato z radiem". 
Jest laureatem Ogólnopolskiego Konkursu Piosenki im. Krzysztofa Klenczona w Szczytnie oraz nagrody specjalnej rodziny Klenczonów, a także VII Ogólnopolskiego Festiwalu Muzyki Seweryna Krajewskiego w Brzezinach oraz nagrody publiczności.
W 2008 wspólnie z ojcem -– Mirosławem Niewęgłowskim – założył zespół Trzy Gitary wykonujący utwory Czerwonych Gitar i Trzech Koron. W czerwcu 2014 grupa w składzie: Marcin Niewęgłowski, Mirosław Niewęgłowski i Sylwester Pikulik, wzięła udział w II Ogólnopolskim Festiwalu im. Krzysztofa Klenczona w Pułtusku, na którym zdobyła Nagrodę Internautów. Do Marcina Niewęgłowskiego trafiła także nagroda specjalna od rodziny Klenczonów – gitara Krzysztofa Klenczona.
W 2014 rozpoczął współpracę z zespołem Czerwone Gitary. Pierwszy wspólny koncert Marcina Niewęgłowskiego z Czerwonymi Gitarami miał miejsce 3 grudnia 2014 w Zabrzu. Na ostatniej płycie zespołu zatytułowanej Jeszcze raz, której premiera odbyła się 14 marca 2015, znajduje się jego kompozycja „Słowa”, do której tekst napisał Bogdan Malach. Brał udział w jubileuszowej trasie koncertowej z okazji 50-lecia Czerwonych Gitar, zainaugurowanej kilkutygodniowym tournee po USA i Kanadzie. 
W marcu 2016 zakończył współpracę z Czerwonymi Gitarami, w których skład wszedł ponownie jesienią 2022 roku. Równolegle występuje ze swoim zespołem Trzy Gitary. Pracuje również nad nowym własnym repertuarem.

## Dyskografia
- 2015: Jeszcze raz – Czerwone Gitary, wyd. Soliton